# Trivialiteit (wiskunde)
In de wiskunde wordt het adjectief triviaal vaak gebruikt voor wiskundige objecten (bijvoorbeeld, groepen of topologische ruimten), die een zeer simpele structuur hebben.
Het zelfstandig naamwoord trivialiteit verwijst meestal naar een eenvoudig technisch aspect van een bewijs, (meetkundige) constructie of definitie. In dit geval wordt ook wel gesproken van een triviaal bewijs of een triviale constructie.

## Voorbeelden van triviale wiskundige objecten of structuren
- Lege verzameling: de verzameling, die geen elementen bevat.
- Triviale groep: de wiskundige groep, die alleen het identiteitselement bevat
- Triviale ring: een ring, die is gedefinieerd op een singleton.